# Mühle Grillenburg
Die Wassermühle Grillenburg befand sich einst im gleichnamigen Ortsteil Grillenburg der Stadt Tharandt am Tharandter Wald im Landkreis Sächsische Schweiz-Osterzgebirge. Von der Mühle an der Triebisch sind hinter dem heutigen Gasthof noch das Wohn-, Gast- und Backhaus Wiesenhaus und die Remise erhalten.

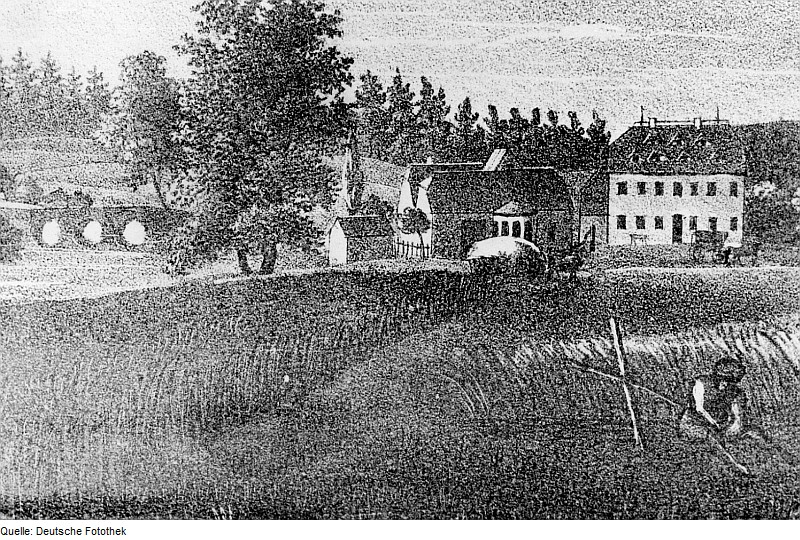
Ortsansicht (Ausschnitt) mit Schlossbrücke, Spritzenhaus, Mühle und Gasthof aus Sachsens Kirchen-Galerie von Hermann Schmidt, 1838, Bd. 2.

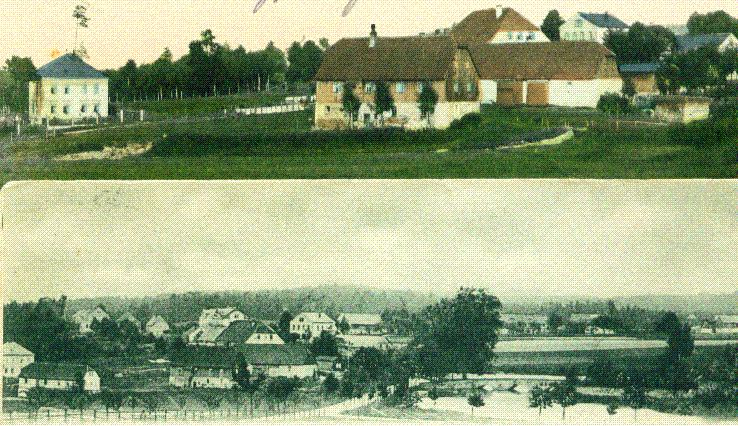
Mühle und Gasthof (unten) bzw. Mühlenruine mit Gasthof (oben) um 1900

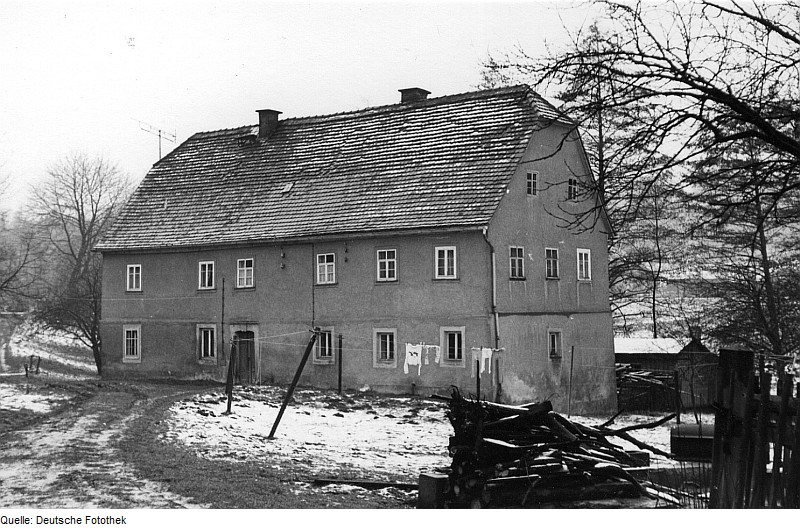
Wohn-, Gast- und Backhaus der Mühle, sogen. Wiesenhaus, im noch bewohnten Zustand (1980)

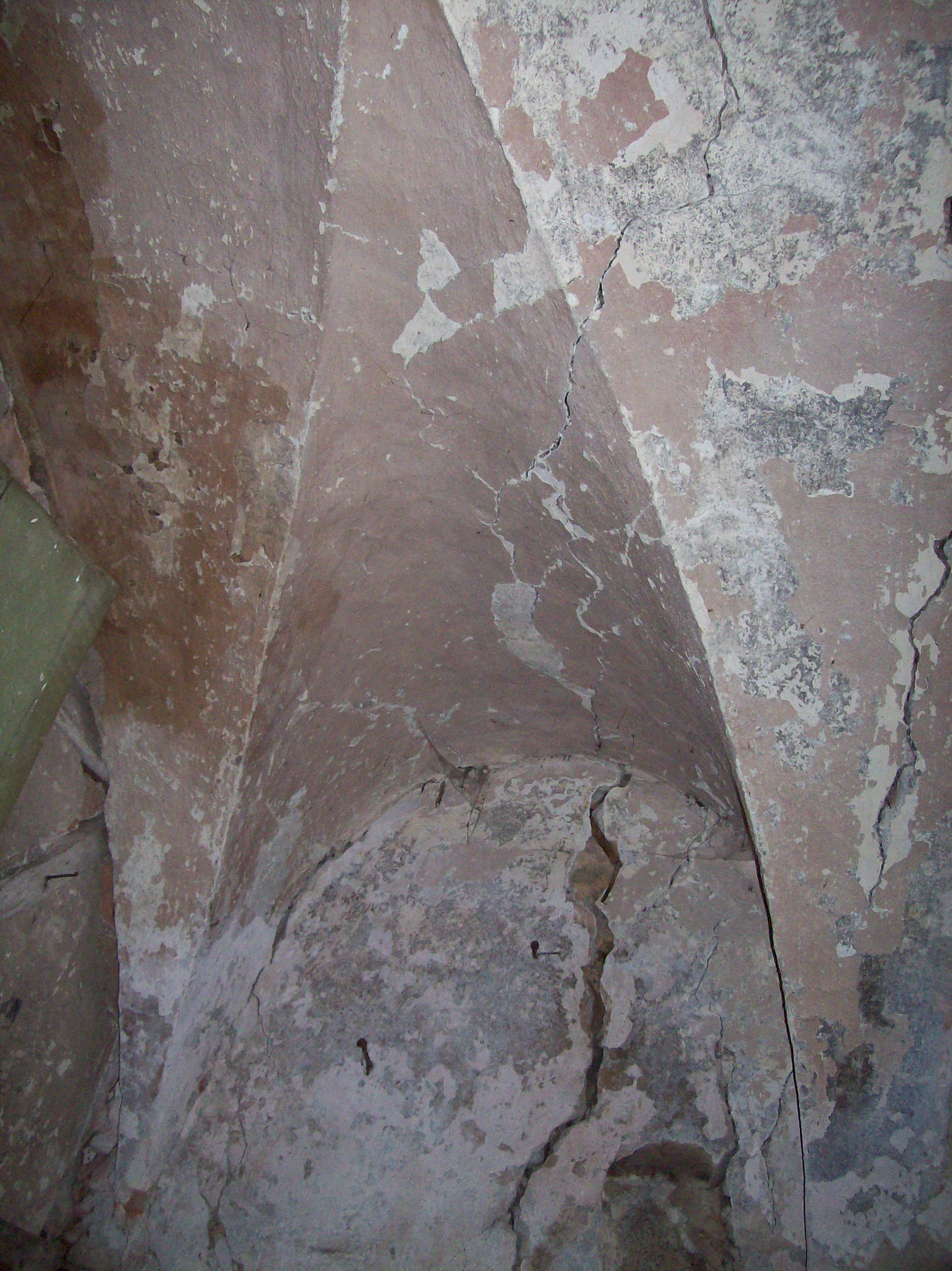
Kellergewölbe der Backstube aus dem 16. Jh. im Wiesenhaus

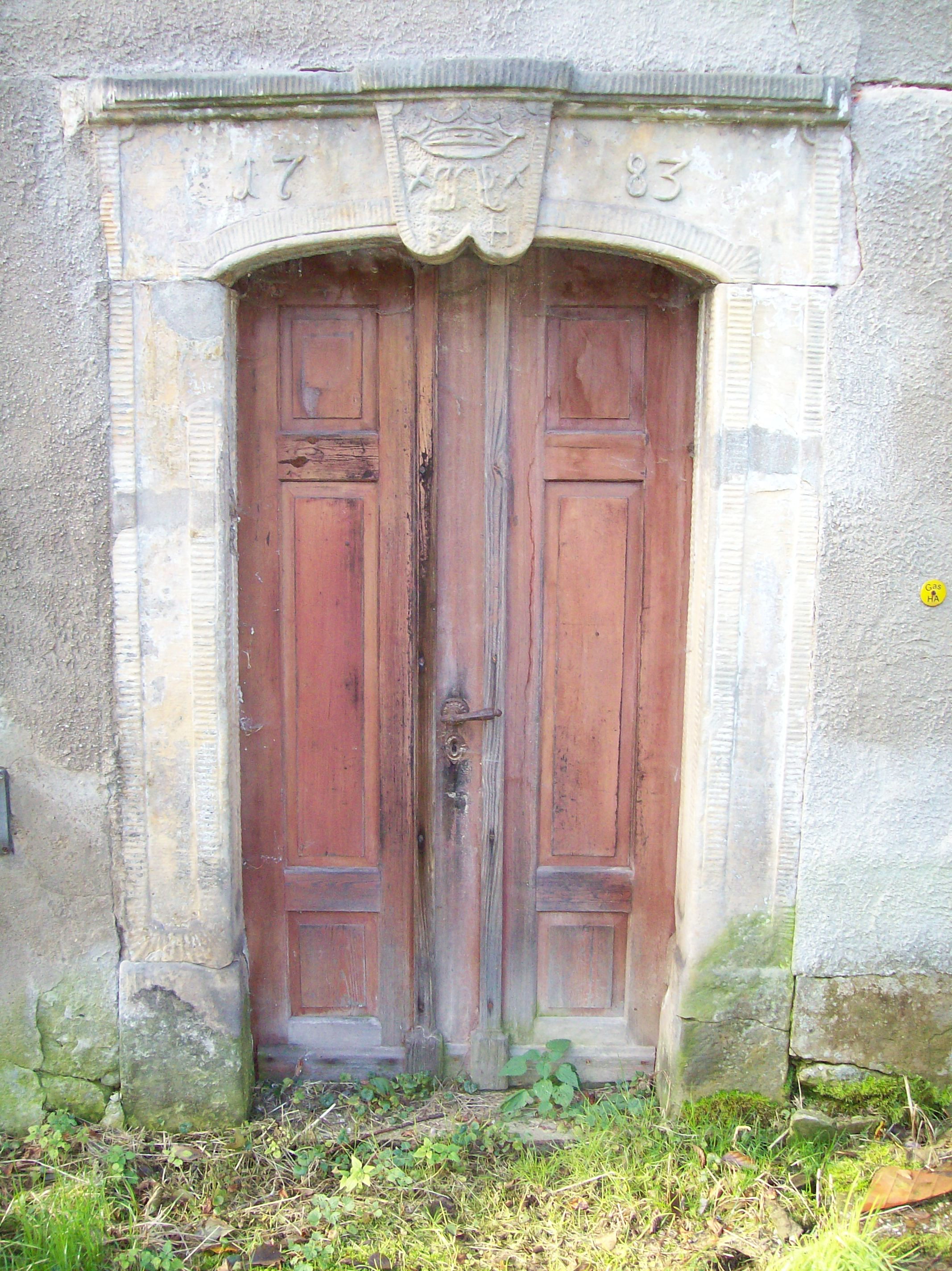
Türstock von 1783 am Wiesenhaus

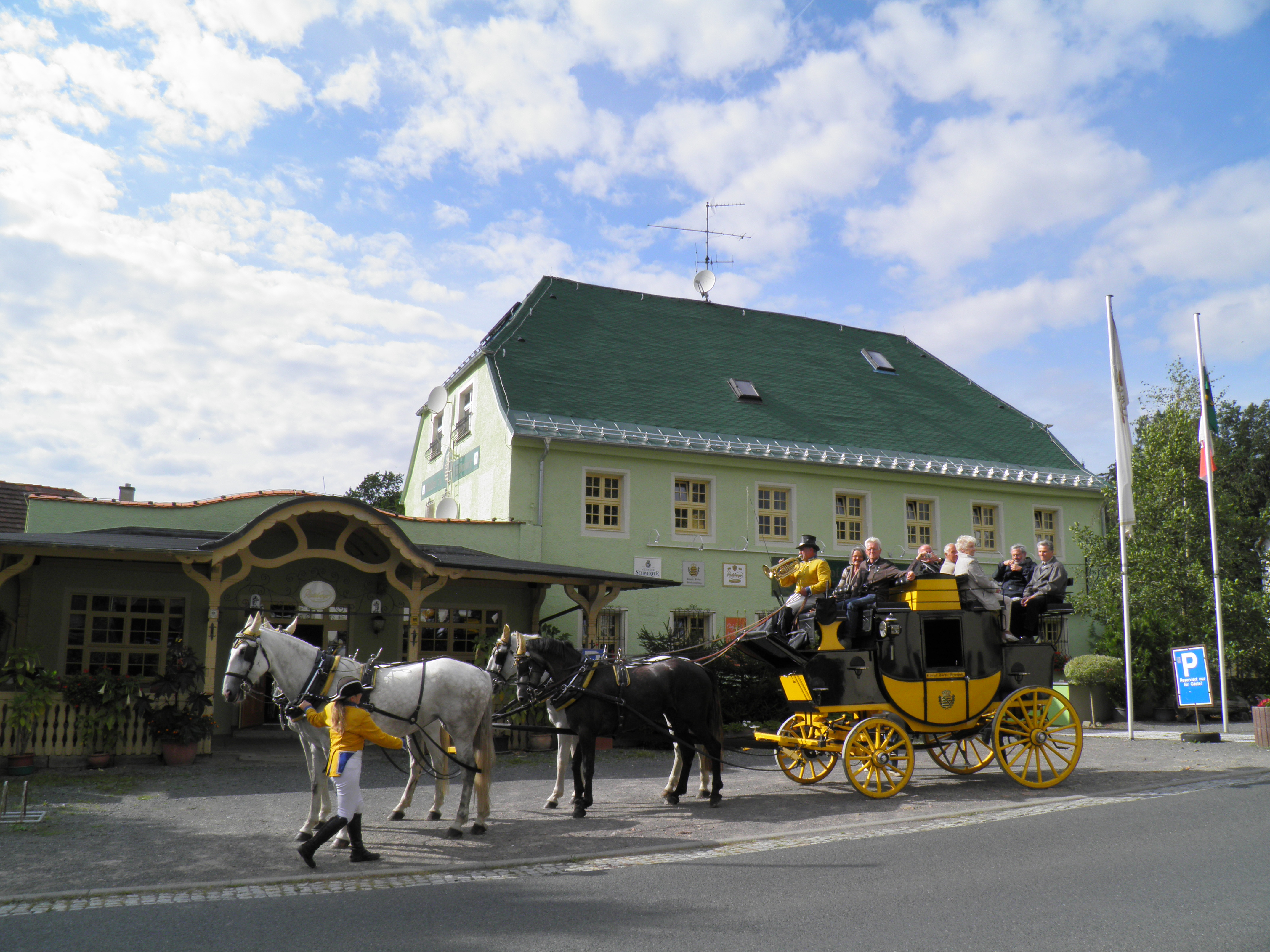
Gasthof von 1829, heute als Waldhof zu Grillenburg mit Postkutsche

## Ursprung
Reste der alten Schenke werden 1730 in alten Forstakten als Schänkhübel genannt. Außerhalb der 1554–58 errichteten kurfürstlichen Jagdhausanlage wurde 1557 auch eine Schänke mit Stallungen für 82 Pferde errichtet. Sie ist auf der ältesten Darstellung des Jagdhauses Grillenburg um 1580 eingezeichnet und ging schon Ende des 17. Jahrhunderts wieder ein. Das Wasserrecht für die Schänkquelle, welche den seit dem 13. Jh. belegbaren Grillenburger Sandsteinbruch entwässert und den Gasthof mit Trinkwasser versorgte, liegt auch noch im heutigen Gasthofsgelände.

## Geschichte
1704 erging die Baugenehmigung für eine Amtsmühle an der Triebisch, östlich der Stelle der alten Schänke, die verpachtet wurde, wobei die Pächter den 1713 aufgestockten Mühlenbau zunehmend verfallen ließen. Nach langen Verhandlungen erfolgte 1736 der erbliche Verkauf für 500 Gulden an Georg Naumann aus Colmnitz. Damit verbunden waren die Erlaubnis der Waldhutung (Waldweide) für 6 Kühe, die Genehmigung, den Schneidegang (Sägemühle) durch einen Ölgang (Ölmühle) zu ersetzen, das Recht der Ausspannung (Pferdewechsel), die freie Schank-, Mahl- und Back-Gerechtigkeit und das Recht des freien Holzsammelns im Wald.
Da die Amtsmühle nun nicht mehr dem kurfürstlichen Amt unterstand, wurde das nun private Mühlengrundstück mit Grenzsteinen markiert. Diese Grenzsteine trugen zur Mühle hin die Jahreszahl 1736 und nach außen die Kurschwerter, ähnlich den Forstgrenzsteinen, die 1735–40 um den Tharandter Wald gesetzt wurden. Einer dieser Rainsteine aus Sandstein vom Mühlengrundstück war in der Ausstellung zur Jagdhausgeschichte im Jagdschloss Grillenburg ausgestellt und wurde nach der Auslagerung gestohlen.
Bereits 1737 verkaufte Georg Naumann die vererbte HochHerrschaftliche Mühle an seinen Schwiegersohn, den Hufschmied Christian Kernd(t) aus Pretzschendorf. Dieser bekam 1737 die Konzession für den Bau einer Schmiede im Mühlengrundstück. Einem späteren Besitzer, dem Erbmüller Johann Gottlob Ficke (sen.), gelang es 1780 auch noch die Konzession zur Beherbergung, das Schlachten und den Fleischverkauf zu erlangen. In diesem Jahr entstand auch der Ort Grillenburg.
Der Erbmüller ließ 1783 das bis heute erhaltene, alte Wohn-, Back- und Gasthofsgebäude (Wiesenhaus) erneuern bzw. neu errichten und die alte Schmiede 1784 abreißen, ohne die Schmiedekonzession aufzugeben. Die Mühle übernahm später sein Sohn Johann Gottlob Ficke (jun.). 1818 war Christian Friedrich Heinsch Besitzer der Amtsmühle.
Die Gebäude des Fürstenhauses und der Fronfeste im Jagdhausgelände wurden 1828 abgerissen und das Material diente 1829 dem Mühlen- und Schenkbesitzer Traugott Lindner zum Neubau des heutigen Gasthofes. Der Kamin aus dem Kurfürstenzimmer im Eingangsbereich, die Fenstergewände und die alten Türgewände im Keller des Gasthauses aus Grillenburger Sandstein erinnern bis heute daran.
Inzwischen führte die 1826 angelegte Dresden-Freiberger-Chaussee durch Grillenburg (heute Ferienstraße Silberstraße) und löste den alten Fürsten- oder Herrenweg ab, der über Fördergersdorf und Spechtshausen führend, bis dahin die Hauptverbindung von Dresden nach Grillenburg war.
Es entstand neben der 1785/1869 neu errichteten Schmiede das noch heute vorhandene Gebäude der Chausseegeldeinnahme (1826–76) und späteren Revierförsterei Grillenburg, was 1827–37 zudem als erste Sammelschule im Ort diente.
1855–65 und 1869–77 diente das Wiesenhaus (der alte Gasthof) u. a. der Sammelschule Grillenburg als Unterrichtsraum. Um 1900 soll die Mühle aufgrund eines Kurzschlusses im Gleichstromgenerator abgebrannt sein. Ihr Standort war zwischen dem noch erhaltenen Wiesenhaus bzw. dem gegenüberliegenden Wirtschaftsgebäude hinter dem Gasthof Grillenburg und dem Grunder Weg (heute: Standort neues Einfamilienhaus) an der heutigen Triebisch. Der damalige Besitzer war Paul Glanzberg.

## Heutiger Zustand
Die letzten Erhaltungsmaßnahmen am Wiesenhaus, in dem sich bis heute noch die historische Backstube befindet, nahm 1969 Gasthofsbesitzer Heinz Stephan vor. Die Chemnitzer Verkehrsbetriebe ließen als Ferienheimbetreiber 1978–92 das noch bewohnte Wiesenhaus verfallen. Nach dem Ausbau des Gasthofes zum Waldhotel Zur Grille durch die Familie Dietmar Kumpfe wurde das alte Wirtschaftsgebäude (Remise) hinter dem Gasthof instand gesetzt und für Veranstaltungen der Erlebnisgastronomie genutzt, während das nicht mehr zum Objekt gehörende Wirtschaftsgebäude vor dem Gasthof für ein neues Reihenhaus 1996 verschwand.
Heute besteht das Ensemble mit Wiesenhaus, Wirtschaftsgebäude und Gasthof als Gasthaus & Pension Waldhof zu Grillenburg und wird seit Juli 2007 von Familie Philipp betrieben. Es diente von 2004 bis 2017 außerdem als Ausspanne für die historische Grillenburger Postkutsche und Sachsens einzigen Postschlitten, die heute in Bad Einsiedel stationiert sind. Mit Tagesfahrten erinnerten sie ihre Fahrgäste daran, dass 1829/33-1862 der Postkurs Dresden-Nürnberg mit Postkutschen und Postreitern auf der Dresden-Freiberger Chaussee durch den Tharandter Wald führte.